# Sonate K. 370
La sonate K. 370 (F.316/L.316) en mi bémol majeur est une œuvre pour clavier du compositeur italien Domenico Scarlatti.

## Présentation
La sonate en mi bémol majeur K. 370, notée Allegro, forme une paire avec la sonate suivante. De même que plusieurs sonates précédentes (K. 358, 363, 368 et 369), le clavecin est orchestral, avec ses tutti. S'ajoute ici une mandoline avec ses notes répétées, dans une sorte d'étude, avec ses séquences de tierces et ses descentes de gamme de secondes. Le style précurseur n'est pas sans évoquer celui des études de Muzio Clementi,.

## Manuscrits
Le manuscrit principal est le numéro 13 du volume VIII (Ms. 9779) de Venise (1754), copié pour Maria Barbara ; les autres sont Parme IX 6 (Ms. A. G. 31415), Münster III 35 (Sant Hs 3966) et Vienne E 31 (VII 28011 E).

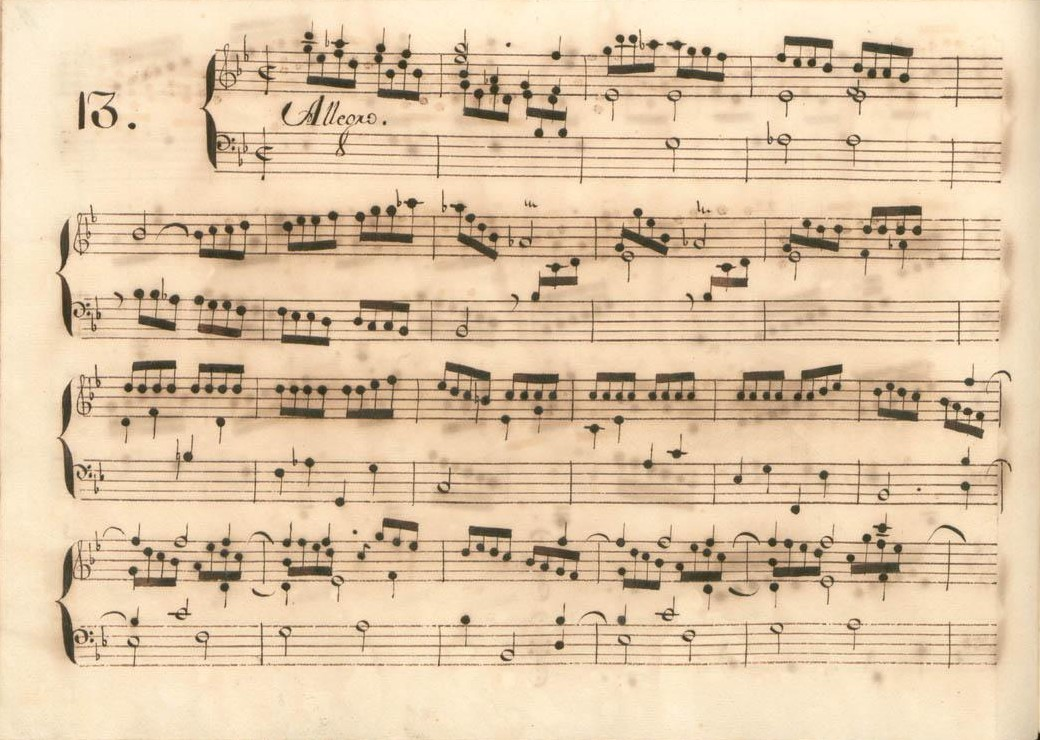
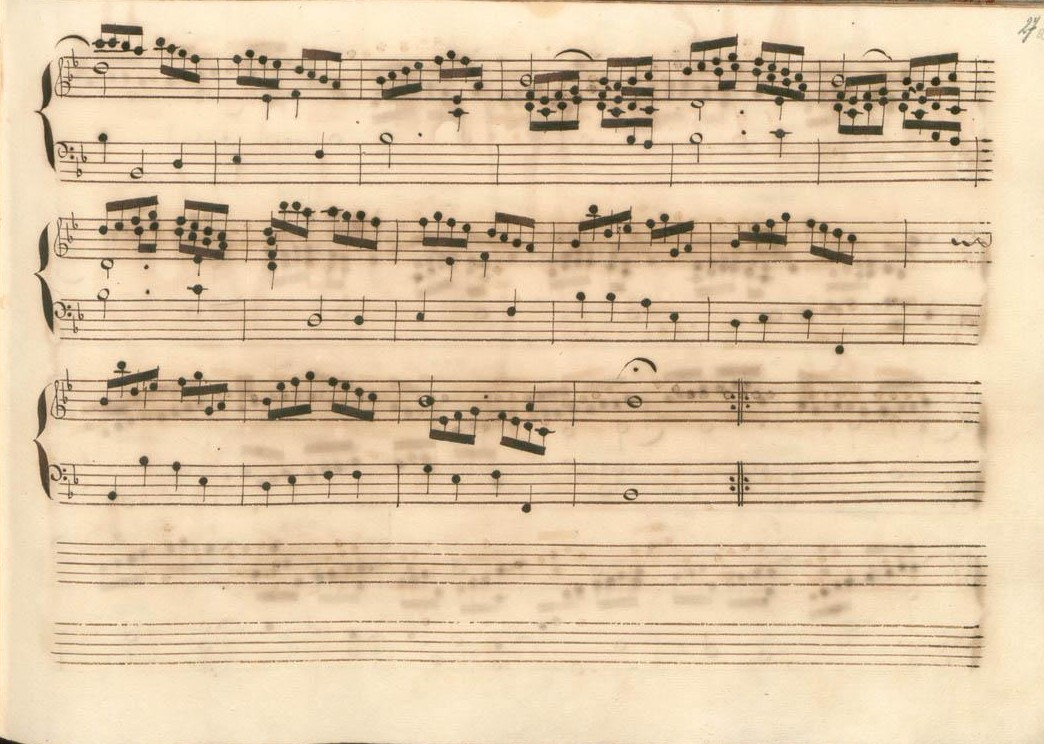
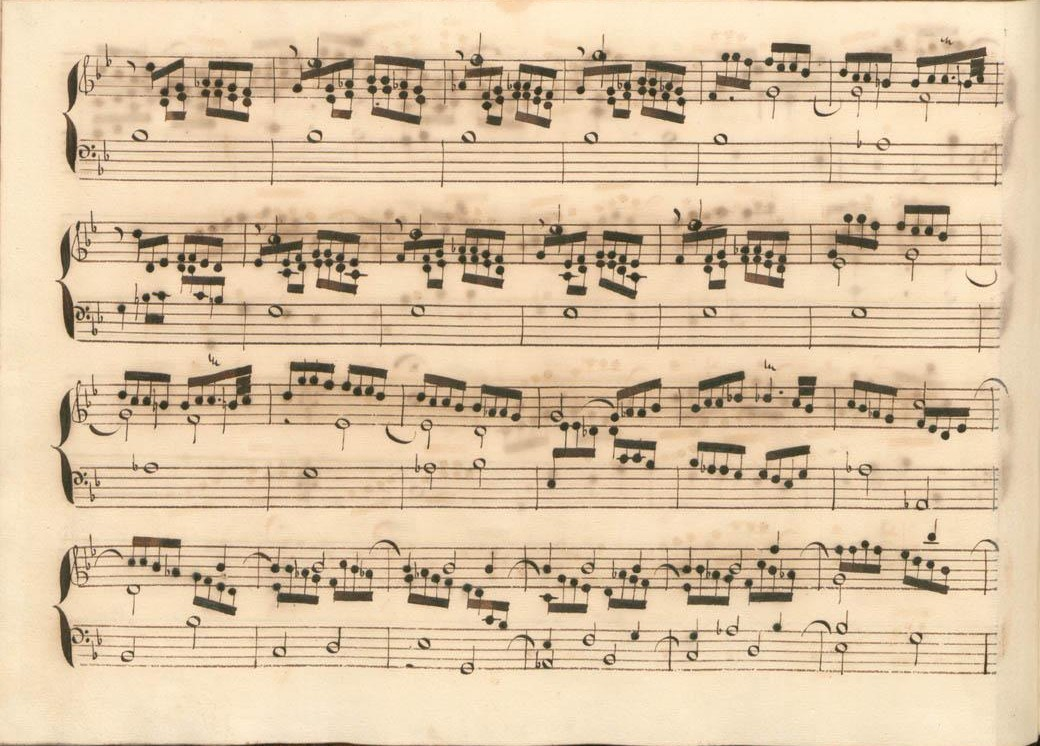
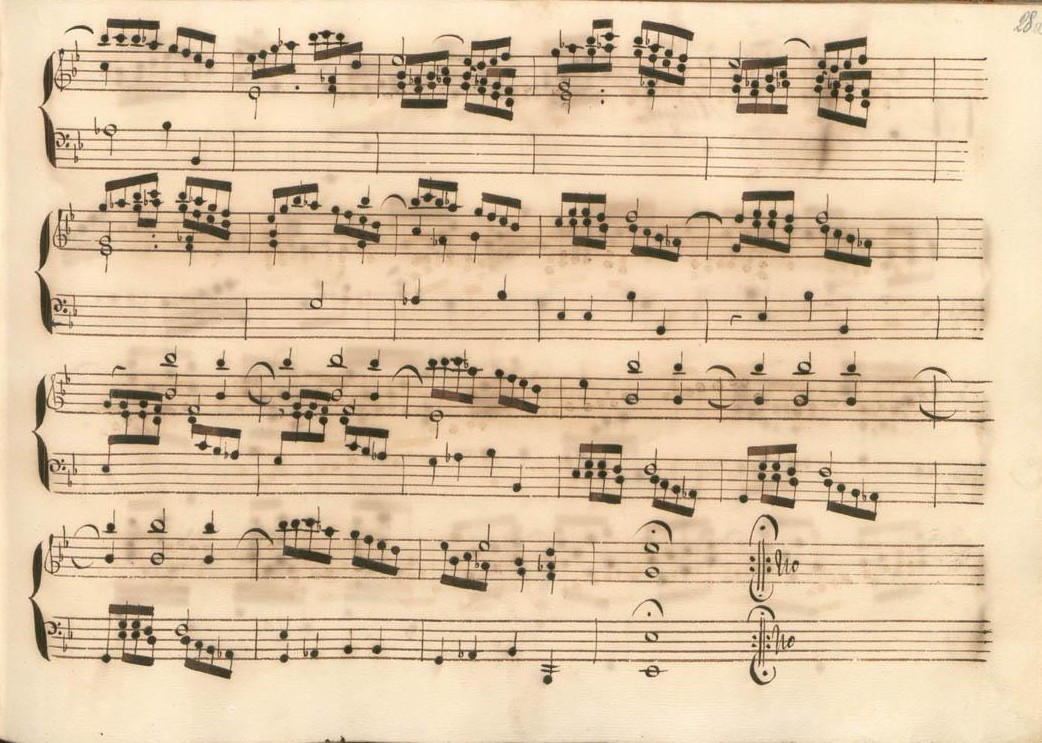

## Interprètes
La sonate K. 370 est défendue au piano, notamment par Carlo Grante (2013, Music & Arts, vol. 4) ; au clavecin par Scott Ross (1985, Erato), Colin Tilney (2000, Dorian/Sono Luminus), Richard Lester (2003, Nimbus, vol. 3), Pieter-Jan Belder (Brilliant Classics, vol. 8) et Pierre Hantaï (2004, Mirare, vol. 2).

## Sources
: document utilisé comme source pour la rédaction de cet article.
- Ralph Kirkpatrick (trad. de l'anglais par Dennis Collins), Domenico Scarlatti, Paris, Lattès, coll. « Musique et Musiciens », 1982 (1re éd. 1953 (en)), 493 p. (ISBN 978-2-7096-0118-4, OCLC 954954205, BNF 34689181).
- Alain de Chambure, « Domenico Scarlatti : Intégrale des sonates — Scott Ross », Erato (2564-62092-2), 1985 (OCLC 891183737) .
- (en) Carlo Grante, « Domenico Scarlatti, intégrale des sonates pour clavier (vol. 4) », Music & Arts (CD-1293), 2016 (OCLC 1020680576) .